# Questions sur l'Encyclopédie

Questions sur l’Encyclopédie, par des amateurs est un ouvrage philosophique de Voltaire dont la première édition est parue en 9 volumes chez Cramer à Genève de 1770 à 1772.
Son contenu, à partir de l’édition de Kehl de 1784-1789, a été incorporé au Dictionnaire philosophique de 1764, en même temps que d’autres textes alphabétiques. Les éditions récentes ont détricoté cet ensemble afin de revenir au contenu initial de chacune de ces œuvres.
Rédigé selon un ordre alphabétique, ce texte est considéré comme la somme de la pensée de Voltaire.

## Histoire éditoriale

### Composition
Voltaire avait d’abord envisagé de participer à un Supplément de l’Encyclopédie que projetait le libraire Panckoucke, projet qui après maintes modifications donnera bien plus tard naissance à l’Encyclopédie méthodique. Mais dès la fin de 1769, il commence à rédiger des « rogatons alphabétiques » : « C’est un grand plaisir de mettre sur le papier ses pensées, de s’en rendre un compte bien net, et d’éclairer les autres en s’éclairant soi-même. » 

### Publications du temps de Voltaire
Les Questions sur l’Encyclopédie, par des amateurs sont publiées chez Cramer à Genève en 9 volumes plus un volume de Supplément. Le tirage est de 4000 exemplaires. 
Les trois premiers volumes paraissent en novembre-décembre 1770. Ils comprennent 141 articles, dont 20 proviennent en totalité ou en partie du Dictionnaire philosophique. Les 121 autres sont des textes nouveaux, parfois rédigés à partir d’ouvrages déjà publiés. Ainsi des articles  comme « Abeilles », « Air » ou « Anatomie » sont inspirés par Les Singularités de la nature ; « Apostat » réutilise De Julien et le Discours de l’empereur Julien contre les chrétiens ; « De Bacon » reprend certaines idées des Éléments de la philosophie de Newton.
Cinq autres volumes sont publiés de mars à décembre 1771, comprenant un total de 207 articles, tous inédits, à quelques exceptions près, comme « Dieu » qui reprend Dieu, réponse au Système de la nature publié l’année précédente pour réfuter le Système de la nature du baron d’Holbach.
Le tome IX paraît en 1772 avec dix-neuf articles, de même que le Supplément qui en comprend 55.
Une Nouvelle édition, soigneusement revue, corrigée et augmentée est publiée en 1771-1772. Sortie des presses de la Société typographique de Neuchâtel à 2 500 exemplaires, il s’agit d’une édition que Voltaire proclamera être une contrefaçon, tout en ayant apporté quelques modifications à certains articles, comme une note sur l’affaire du Chevalier de la Barre dans l’article « Des crimes ou délits ». 
En 1771-1772, paraît chez l’éditeur Marc-Michel Rey à Amsterdam une contrefaçon datée de Londres. Elle comporte des Notes défendant Jean-Jacques Rousseau là où Voltaire l’attaquait le plus violemment. 
Dans la Collection complète des Œuvres de Voltaire, publiée par Cramer à Genève et Panckoucke à Paris, les Questions sur l’Encyclopédie occupent les tomes 21 à 24, qui paraissent en 1774. Les articles du Supplément sont replacés dans l’ordre alphabétique. Voltaire ajoute 25 articles (comme « Esclavage », « Mahométans », « Nombre »), en refond ou en complète de nombreux autres, tels qu’« Apocalypse », « Gouvernement » ou « Impôts ». 
Dans l’édition des Œuvres parue chez Cramer et Bardin en 1775 (dite « Édition encadrée»), les Questions sur l’Encyclopédie figurent aux tomes 25 à 30. Des notes modificatives manuscrites en vue d’une future édition figurent sur l’exemplaire de Voltaire conservé à Saint-Pétersbourg. 

### Disparition desQuestions sur l’Encyclopédie
Dans l’édition de Kehl des Œuvres complètes de Voltaire, les articles des Questions sur l’Encyclopédie sont imprimés, selon l’avertissement des éditeurs, avec « le Dictionnaire philosophique réimprimé sous le titre de La Raison par alphabet, un dictionnaire manuscrit intitulé L’Opinion en alphabet, les articles de M. de Voltaire insérés dans l’Encyclopédie ; enfin plusieurs articles destinés pour le dictionnaire de l’Académie française. On y a joint un grand nombre de morceaux peu étendus. »  L’ensemble, sous le titre de Dictionnaire philosophique, occupe les tomes 37 à 43.
Ce « monstre éditorial»  dans lequel les Questions sur l’Encyclopédie sont englouties est repris à l’identique par les principaux éditeurs ultérieurs des Œuvres de Voltaire, tels que Beuchot (1831-1841) ou Moland (1877-1885).
Seules les éditions récentes ont redonné au texte son contenu initial.

## Contenu
Rédigé sur un mode alphabétique, l’ouvrage, non signé, est attribué à une société d’amateurs qui résideraient sur le fictif mont Krapack. 
Ce n’est pas la première utilisation par Voltaire du mot « Question » dans ses titres, qui permet une approche faussement naïve et qui est propre à susciter la curiosité du public, lequel bien entendu s’attend à des réponses.
L’ouvrage comprend des contes, des poèmes, des discours, des dialogues, des coups de griffe à ses ennemis préférés (Chaumeix, Fréron, La Baumelle, Lefranc de Pompignan) ainsi que des digressions quelquefois malicieuses ou surprenantes. Le contenu d’un article, parfois rédigé à la première personne, n’a souvent qu’un rapport assez lointain avec son titre, et s’étend de quelques lignes à plusieurs dizaines de pages.
Le rapport à l’Encyclopédie est ambigu : il s’agit pour Voltaire de critiquer, approuver ou compléter son contenu, tout en développant sa pensée propre dans des articles aux titres parfois surprenants, comme « Cul », « Lieux communs en littérature », « Ventres paresseux ».
L’édition Bouquins propose une classification des articles en quelques grands domaines, et répertorie 105 articles concernant la religion et la superstition, 62 l’histoire, 59 la philosophie, 56 les sciences naturelles, 55 les arts et lettres, 51 la critique biblique, 42 la politique,
40 l’histoire de l’Église, 40 les mœurs, 36 le droit et la justice, 22 l’économie, 21 la langue. L'éditeur introduit l'ouvrage en ces termes : "[Voltaire] entreprit de rassembler, sous la forme de dictionnaire, toutes les idées, toutes les vues qui s’offraient à lui sur les divers objets de ses réflexions, c’est-à-dire sur l’universalité presque entière des connaissances humaines...". 
Pour la critique  les Questions sur l’Encyclopédie, « si variées, si suggestives, offrent la possibilité de s’immerger dans la pensée voltairienne, dont elles offrent le meilleur condensé.»  
Elles représentent « la somme de la pensée de Voltaire [… qui ] pratique un encyclopédisme d’inspiration.»

### Éditions du texte
- Questions sur l’Encyclopédie, par des amateurs, édition de Christiane Mervaud et Nicolas Cronk, Voltaire Foundation, University of Oxford, collection des Œuvres complètes de Voltaire.
  - Volume 37, 2018 : Introduction et index général.  (ISBN 978-0-7294-0921-6)
  - Volume 38, 2007 : A-Aristée. (ISBN 978-0-7294-0854-7)
  - Volume 39, 2008 : Aristote-Certain. (ISBN 978-0-7294-0905-6)
  - Volume 40, 2009 : César-Égalité. (ISBN 978-0-7294-0922-3)
  - Volume 41, 2010 :  Église-Fraude. (ISBN 978-0-7294-0923-0)
  - Volume 42B, 2011. Gargantua-Justice. (ISBN 978-0-7294-0924-7)
  - Volume 42B, 2012 : Langues-Prières. (ISBN 978-0-7294-1041-0)
  - Volume 43, 2013 : Privilège-Zoroastre. (ISBN 978-0-7294-0925-4)
- Questions sur l’encyclopédie, édition présentée et annotée par Nicolas Cronk, Christiane Mervaud et Gillian Pink, Robert Laffont, collection Bouquins, 2019.  (ISBN 978-2-221-12210-5)
- Édition électronique, ARTFL/Tout Voltaire
  - Lettres A-B
  - Lettres C-E
  - Lettres F-L
  - Lettres M-Z

### Articles critiques
La critique contemporaine est encore balbutiante, du fait de la publication très récente du texte restauré.
- Collectif, Copier/coller : écriture et réécriture chez Voltaire : actes du colloque international, Pise, 30 juin-2 juillet 2005, textes réunis et édités par Olivier Ferret, Gianluigi Goggi, Catherine Volpilhac-Auger, Pisa University Press, 2007. (ISBN 978-88-8492-430-8)
- Ulla Kölving, Article Questions sur l’Encyclopédie dans le Dictionnaire général de Voltaire, sous la direction de Raymond Trousson et Jeroom Vercruysse, Paris, Honoré Champion, 2020, p. 1019-1023. (ISBN 978-2-38096-016-7)
- Christiane Mervaud. L’encyclopédisme des Questions sur l’Encyclopédie de Voltaire. Lire en ligne.
- Michel Mervaud, Voltaire lexicographe. Note sur la néologie, les créations verbales et les mots rares de Voltaire, principalement dans les Questions sur l’Encyclopédie, Revue Voltaire 11/2011. Lire en ligne.
- Alain Sandrier, Œuvres complètes de Voltaire, Questions sur l’Encyclopédie par des amateurs, Recherches sur Diderot et l’Encyclopédie, 49/2014. Lire en ligne.